# Grobnica Regolini-Galassi
Grobnica Regolini-Galassi je ena najbogatejših etruščanskih družinskih grobnic v Caereju, starodavnem mestu v Italiji, približno 50–60 kilometrov severozahodno od Rima. Izvira iz obdobja med letoma 650 in 600 pr. n. št., verjetno 640 pr. n. št. Grobnico je zgradila bogata družina in je bila založena z bronastimi kotli in zlatim nakitom etruščanskega izvora v orientalskem slogu.  Grobnica je bila odkrita leta 1836 v sodobni Cerveteri v neurejenem stanju in je dobila ime po odkriteljih, generalu Vincenzu Galassiju in nadškofu Cerveterija Alessandru Regoliniju.

## Opis
Grobnica vsebuje dve grobni komori, ki sta nameščeni na obeh straneh hodnika (dromos) dolgega 37 m in širokega 1,8 m . Na koncu dromosa, tik preden je bila zaprta glavna komora, se je na obeh straneh odprla ovalna stranska komora. Komora na desni, gledano z vhoda, je vsebovala veliko urno z ostanki posameznika in nekaj grobnih pridatkov, v levi komori pa so bili le grobni pridatki.
Spodnji del grobnice je vklesan v steno iz tufa, zgornji del pa je opečen iz kuboidov in prekrit z nepravim obokom iz kvadratnih kamnitih blokov. Grobnica je pokrita s tumulusom premera 46 m. Tumulus pokriva celotno strukturo in ji daje obliko spomenika. Ko so grob odprli, se je strop podrl in uničil del najdb. Po arheoloških izkopavanjih grobnice so bili predmeti, ki jih je vsebovala, sprva varno shranjeni v sobi v rezidenci generala Galassija, ključnega uradnika papeške vojske. Nato so jih prodali v Vatikan. [5]
To je bil grob ženske, katere okostje ni bilo več ohranjeno. Nekoč je bil na nekakšni posmrtni postelji, dvignjeni od tal sredi sobe. V predprostoru je bila bronasta postelja z okostjem. Desna stranska niša je vsebovala urno. Sam tumulus je na svojem obrobnem območju vseboval pet kasnejših pokopov, ki so jih uporabljali do prve polovice 5. stoletja pred našim štetjem.

## Grobni pridatki
Najdba je še posebej znana po bogatem zlatem nakitu. Iz groba prihaja velika zlata fibule, ki je eno najbolj znanih del etruščanskega zlatarstva. Primer je sestavljen iz zlate plošče, na kateri je upodobljenih pet levov. V spodnjem delu je polkrožna zlata plošča, na kateri so vrste grifonov. Med tema ploščama sta dve podolgovati zlati cevi, okrašeni s cikcak vzorcem. Na hrbtni strani temeljnega premaza je igla. Funkcija je sporna, zlasti zaradi izredne velikosti . Še en nenavaden kos nakita iz groba je velik pektoral iz zlate pločevine, na katerem so upodobljene različne živali . Dve zlati zapestnici sta granulirani in prikazujeta različne vrste ženskih figur.
Med predmeti iz grobnice so še zlate plošče, ki so okrašene z egipčanskimi motivi. Ena od njih je dobro ohranjena in prikazuje dva leva, ki napadata bika na sredini, v okoliškem traku okraskov pa lov leva na antilopo. Pokrajina je označena s palmami, sikomori figovcem in papirusom. Zunanji trak prikazuje štiri skupine voz z vojaki. Plošča ima na sredini luknjo in je bila verjetno nekoč prikovana na steno grobnice. Primerljive plošče so bile najdene v različnih krajih Sredozemlja. Verjetno so bili proizvedene v Levantu. [6] Tu so različne bronaste posode, pa tudi ostanki postelje in kočije. Ena izmed bronastih posod je kotel. Ima premer približno 37,5 cm in je okrašen s šestimi protomami z glavami levov. Stena kotla prikazuje gravirane leve in govedo. Protome levov gledajo v notranjost. Primerljiv okras prihaja iz Urartuja. Morda je bila posoda tam tudi izdelana. Zdi se, da je še en kotel, ki je prav tako okrašen z levjimi glavami, lokalno delo. Tukaj levi gledajo navzven. Popis vključuje situlo, izdelano iz srebra, ki prikazuje različne živali in rastline v treh registrih. Posoda je nekoč imela leseno jedro.
Ime pokopane so našli šestkrat na nizu srebrnih posod v grobnem inventarju: Larthia; podaljšek Larthia Velthurus na eni skledi - eden najzgodnejših dokazov o poganskem imenu, ki v tem primeru izhaja iz osebnega imena Velthur.
Razlaga grobnih najdb je težavna, saj staro poročilo o izkopavanju ne vsebuje veliko podrobnosti, tudi lokacija številnih predmetov znotraj grobnice je negotova. V grobnici je bila pokopana ženska. Pokop urne v sosednji sobi verjetno pripada moškemu. Predmeti v predsobi so verjetno pripadali ženski in so bili uporabljeni pri pogrebu, preden so jih položili v grob. Njeno truplo je bilo morda položeno na posteljo, ki so jo našli v predsobi, preden so jo nato v pogrebni procesiji na kočiji odnesli v grobnico. Po pogrebni slovesnosti so v grob dodali vse uporabljene predmete . Bronasti kotli v predsobi so bili verjetno uporabljeni pri pogostitvi. Takšni kotli so značilni za vzhodno Sredozemlje in njihovo sprejetje je še dodaten dokaz močnih orientalskih vplivov, ki jim je bila takrat izpostavljena Italija. 